# Kyūshū Shinkansen
Kyūshū Shinkansen (九州新幹線 (Cửu Châu tân cán tuyến) Kyūshū Shinkansen) là một tuyến Shinkansen ở Nhật Bản nối các thành phố của Fukuoka (Ga Hakata) và Kagoshima trên đảo Kyūshū (và có thể xem là một tuyến kéo dài của Sanyo Shinkansen từ Honshu), tuyến này chạy song song với tuyến Kagoshima và được khai thác bởi công ty JR Kyūshū. Đoạn đường phía nam 127 km (79 mi) được xây dựng đầu tiên tương tương đoạn trước kia của tuyến Kagoshima chỉ có một rây, và đây là sự cải tiến đáng kể thời gian tàu chạy. Đoạn phía bắc 130 km (81 mi) hoàn thành vào 12 tháng 3 năm 2011 giúp cho tàu hoạt động liên tục từ Shin-Osaka (và những tàu đổi chuyến từ Tokyo).

## Các ga
Các tàu Tsubame dừng ở tất cả ga. Tàu Mizuho và Sakura dừng ở tất cả các ga có đánh dấu "●", một số tàu dừng ở ga có dấu "△".
| Ga                                         | Tiếng Nhật | Khoảng cách (km) | Khoảng cách từ Shin-Osaka (km) | Mizuho | Sakura | Chuyển tàu | Vị trí             | Vị trí    |
| ------------------------------------------ | ---------- | ---------------- | ------------------------------ | ------ | ------ | --- | ------------------ | --------- |
|                                            |            |                  |                                |        |        | |                    |           |
| Tuyến Kagoshima                            |            |                  |                                |        |        | |                    |           |
| Hiện đang vận hành                         |            |                  |                                |        |        | |                    |           |
| Hakata                                     | 博多       | 0.0              | 553.7                          | ●      | ●      | Tuyến Hakata-Minami Tuyến Kagoshima Tuyến Sasaguri Tuyến Tàu Điện ngầm Sân bay Fukuoka Sanyō Shinkansen(chạy thẳng) | Hakata-ku, Fukuoka | Fukuoka   |
| Shin-Tosu                                  | 新鳥栖     | 26.3             | 580.0                          |        | △      | Tuyến Nagasaki | Tosu               | Saga      |
| Kurume                                     | 久留米     | 32.0             | 585.7                          |        | △      | Tuyến Kagoshima, Tuyến Kyūdai                                                                                       | Kurume             | Fukuoka   |
| Chikugo-Funagoya                           | 筑後船小屋 | 47.9             | 601.6                          |        | △      | Tuyến Kagoshima | Chikugo            | Fukuoka   |
| Shin-Ōmuta                                 | 新大牟田   | 59.7             | 613.4                          |        | △      | | Ōmuta              | Fukuoka   |
| Shin-Tamana                                | 新玉名     | 76.3             | 630.0                          |        | △      | | Tamana             | Kumamoto  |
| Kumamoto                                   | 熊本       | 98.2             | 651.9                          | ●      | ●      | Tuyến Hōhi, Tuyến Kagoshima Xe Điện Thành phố Kumamoto (Kumamoto-Ekimae)                                            | Nishi-ku, Kumamoto | Kumamoto  |
| Shin-Yatsushiro                            | 新八代     | 130.0            | 683.7                          |        | △      | Tuyến Kagoshima | Yatsushiro         | Kumamoto  |
| Shin-Minamata                              | 新水俣     | 172.8            | 726.5                          |        | △      | Tuyến Đường sắt Cam Hisatsu                                                                                         | Minamata           | Kumamoto  |
| Izumi                                      | 出水       | 188.8            | 742.5                          |        | △      | Tuyến Đường sắt Cam Hisatsu                                                                                         | Izumi              | Kagoshima |
| Sendai                                     | 川内       | 221.5            | 775.2                          |        | ●      | Tuyến Đường sắt Cam Hisatsu Tuyến Kagoshima                                                                         | Satsumasendai      | Kagoshima |
| Kagoshima-Chūō                             | 鹿児島中央 | 256.8            | 810.5                          | ●      | ●      | Tuyến Ibusuki Makurazaki, Tuyến Kagoshima Xe điện Kagoshima (Kagoshima-Chūō-Ekimae)                                 | Kagoshima          | Kagoshima |
|                                            |            |                  |                                |        |        | |                    |           |
| Tuyến Tây Kyushu (Tuyến Nagasaki)          |            |                  |                                |        |        | |                    |           |
| Đang chờ xây dựng                          |            |                  |                                |        |        | |                    |           |
| Shin-Tosu                                  | 新鳥栖     |                  |                                |        |        | | Tosu               | Saga      |
| Saga                                       | 佐賀       |                  |                                |        |        | Karatsu Line, Nagasaki Main Line, Sasebo Line                                                                       | Saga               | Saga      |
| Đang xây dựng, dự kiến hoàn thành năm 2023 |            |                  |                                |        |        | |                    |           |
| Takeo-Onsen                                | 武雄温泉   | 0.0              |                                |        |        | Sasebo Line | Takeo              | Saga      |
| Ureshino-Onsen                             | 嬉野温泉   |                  |                                |        |        | | Ureshino           | Saga      |
| Shin-Ōmura                                 | 新大村     |                  |                                |        |        | | Ōmura              | Nagasaki  |
| Isahaya                                    | 諫早       | 45.7             |                                |        |        | Nagasaki Main Line, Ōmura Line Shimabara Railway Line                                                               | Isahaya            | Nagasaki  |
| Nagasaki                                   | 長崎       | 66.7             |                                |        |        | Nagasaki Main Line, Ōmura Line Nagasaki Electric Tramway (Nagasaki-Ekimae)                                          | Nagasaki           | Nagasaki  |

1. 1 2  Tentative name